# District de Fengrun
Pour les articles homonymes, voir Beiping.
Le district de Fengrun (丰润区 ; pinyin : Fēngrùn Qū) est une subdivision administrative de la province du Hebei en Chine. Il est placé sous la juridiction de la ville-préfecture de Tangshan.

## Histoire
La ville de Fengrun portait jadis le nom de Beiping ou Youbeiping, dans l'ancienne province de You. Vers la fin de la dynastie Han, Gongsun Zan, qui était gouverneur de Beiping, administrait la région et devint célèbre notamment pour avoir repoussé les tribus nomades du nord.

## Démographie
La population du district était de 700 098 habitants en 1999, et celle de la ville de Fengrun était estimée à 66 230 habitants en 2007.